# Rakantrechus
Rakantrechus is een geslacht van kevers uit de familie van de loopkevers (Carabidae). De wetenschappelijke naam van het geslacht is voor het eerst geldig gepubliceerd in 1951 door Ueno.

## Soorten
Het geslacht Rakantrechus omvat de volgende soorten:
- Rakantrechus andoi Ueno, 1959
- Rakantrechus asonis Ueno, 1974
- Rakantrechus asthenes Ueno, 1987
- Rakantrechus constrictus Ueno, 1959
- Rakantrechus elegans Ueno, 1960
- Rakantrechus etoi Ueno, 1958
- Rakantrechus fretensis Ueno, 2008
- Rakantrechus gracillimus Ueno, 1959
- Rakantrechus kawasawai Ueno, 1951
- Rakantrechus kikuyai Ueno, 1987
- Rakantrechus kurosai Ueno, 1959
- Rakantrechus lallum Ueno, 1970
- Rakantrechus macer Ueno, 1987
- Rakantrechus mirabilis Ueno, 1958
- Rakantrechus mukaibarai Ueno, 1958
- Rakantrechus nomurai Ueno, 1960
- Rakantrechus pallescens Ueno, 1960
- Rakantrechus subglaber Ueno, 1982
- Rakantrechus taio Ueno & Sone, 2000
- Rakantrechus tenuis Ueno, 2008
- Rakantrechus tofaceus Ueno, 1970
- Rakantrechus truncaticollis Ueno, 1970
- Rakantrechus yoshikoae Ueno, 1970